# Diario di Anna Frank
(Dal Diario di Anna Frank)
Il Diario di Anna Frank è la raccolta in volume degli scritti, in forma di diario e in lingua olandese, di Anna Frank (1929-1945), una ragazza ebrea nata a Francoforte e rifugiata con la famiglia ad Amsterdam, costretta nel 1942 a entrare nella clandestinità insieme alla famiglia per sfuggire alle persecuzioni e ai campi di sterminio nazisti. 
Nell'agosto del 1944 i clandestini vennero scoperti e arrestati; furono condotti al campo di concentramento di Westerbork; da qui le loro strade si divisero ma, ad eccezione del padre di Anna, tutti quanti morirono all'interno dei campi di sterminio nazisti. Dopo essere stata deportata nel settembre 1944 ad Auschwitz, Anna morirà di tifo a Bergen-Belsen, nel febbraio o marzo del 1945.
Alcuni amici di famiglia che avevano aiutato i clandestini riuscirono a salvare gli appunti scritti da Anna all'interno dell'alloggio segreto, consegnandoli poi al padre, Otto Frank, che ne curò la pubblicazione avvenuta ad Amsterdam nel 1947, col titolo originale Het Achterhuis (Il retrocasa).
La prima edizione a stampa tenne conto sia della prima redazione originale, sia di successive rielaborazioni che Anna stessa stava facendo, auspicando una futura pubblicazione del suo diario; alcune pagine del diario furono omesse, perché ritenute da Otto Frank non rilevanti. La prima edizione critica del diario fu pubblicata nel 1986.
Il libro suscitò un vasto interesse; ebbe svariate traduzioni (oltre settanta) e rappresenta una delle più tragiche, immediate e toccanti testimonianze della Shoah.
Il libro è stato anche oggetto di una riduzione teatrale e di due lungometraggi, usciti al cinema nel 1959 e 2016 nonché di due film di animazione nel 1978 e 1995.
Nel 2009 l'UNESCO ha inserito il Diario di Anna Frank nell'Elenco delle Memorie del mondo.
Il manoscritto originale è conservato nell'Istituto nazionale degli archivi sulla seconda guerra mondiale di Amsterdam.

## Biografia

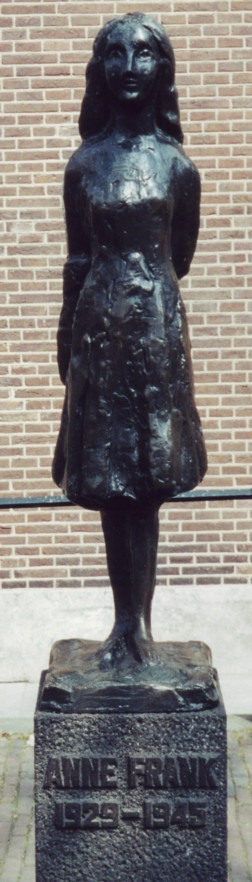
Statua di Anna Frank ad Amsterdam

Anna Frank nasce nel 1929 a Francoforte e all'età di quattro anni si trasferisce insieme alla sua famiglia ad Amsterdam. Nel 1940 i Paesi Bassi vengono invasi dall'esercito tedesco. Il 12 giugno 1942, giorno del suo tredicesimo compleanno, Anna riceve in regalo un diario. Il 6 luglio 1942, per sfuggire ai nazisti, che arrestano tutti gli ebrei per portarli nei campi di concentramento, la famiglia Frank (Otto Frank, la moglie Edith e le due figlie Margot e Anna) entra in clandestinità, nascondendosi in un alloggio segreto predisposto nei magazzini della ditta di Otto Frank. 
Con loro portano il minimo indispensabile, riducendo il più possibile il bagaglio, in modo da passare inosservati. Anna porta con sé poche cose, tra cui il suo diario. Nei giorni successivi un'altra famiglia va a vivere con loro: i signori Van Daan e il figlio Peter. Ultimo arrivato è il signor Dussel. Dopo un po' di tempo, fra Peter e Anna nasce una forte amicizia che giorno dopo giorno si sviluppa in un tenero amore. Nel suo diario Anna Frank parla delle angosce, delle illusioni, dei sogni, della speranza, della distribuzione del cibo, dei turni in bagno, del cibo che non arriva, delle malattie temute e dello svolgimento della guerra. L'ultima annotazione porta la data del 1º agosto 1944; il 4 agosto l'alloggio segreto verrà scoperto e tutti i suoi abitanti saranno arrestati.

## Composizione e storia editoriale
Anna iniziò a scrivere il Diario il 12 giugno 1942, giorno del suo tredicesimo compleanno. Il manoscritto a noi pervenuto della prima stesura consiste di tre quaderni, relativi ai seguenti rispettivi periodi: dal 12 giugno al 5 dicembre 1942; dal 22 dicembre 1943 al 17 aprile 1944; dal 17 aprile al 1º agosto 1944. La medesima prima stesura comprendeva originariamente uno o più quaderni, andati perduti, corrispondenti al periodo compreso fra il 6 dicembre 1942 e il 21 dicembre 1943. Nell'edizione critica, pubblicata nel 1986, questa prima stesura è indicata come "versione A".
Il 28 marzo 1944 la radio del governo olandese in esilio, Radio Oranje, lanciò un appello ai propri concittadini affinché conservassero memoria scritta del periodo dell'occupazione, in modo da poter pubblicare tali memorie nel dopoguerra. Nel maggio 1944, seguendo tale appello, Anna cominciò a rielaborare il proprio diario in modo da renderlo più adatto alla pubblicazione. Mentre continuava a scrivere la prima stesura, la ragazza iniziò dunque parallelamente una seconda redazione — finalizzata alla pubblicazione — del suo diario, redazione che narra il periodo dal 20 giugno 1942 al 29 marzo 1944. Tale seconda stesura differisce dalla prima nello stile (più accurato) e in alcuni accorgimenti letterari: uso di pseudonimi per designare le persone coinvolte, riscrittura di alcuni brani, tagli e accorpamenti di alcuni altri. In questa seconda stesura manca il periodo dal 12 al 20 giugno 1942, inoltre non è narrato il periodo dal 30 marzo 1944 in poi (parte che probabilmente Anna non fece in tempo a redigere prima di venire catturata). In compenso vi è documentato il periodo fra dicembre 1942 e dicembre 1943 che invece, come abbiamo visto, nel manoscritto della prima stesura risulta perduto. Nell'edizione critica, detta seconda stesura è indicata come "versione B".
La denominazione più corretta per l'opera sarebbe dunque Diari anziché Diario, in quanto il manoscritto comprende in realtà due redazioni.
Finita la guerra, Miep Gies consegnò a Otto Frank tutti i manoscritti di Anna da lei trovati nell'alloggio segreto dopo l'irruzione della polizia. Otto ne realizzò una copia dattiloscritta per i suoi amici e parenti (oggi perduta). Un secondo dattiloscritto fu compilato dallo stesso Otto Frank basandosi soprattutto sulla versione B, integrandola dove necessario con la versione A, ma tralasciando tutta una serie di passi che Otto ritenne non meritevoli di diventare di pubblico dominio perché irrilevanti o perché troppo intimi. Otto omise così di riportare nel suo dattiloscritto vari brani del diario di Anna contenenti critiche alla madre di lei, annotazioni concernenti la sessualità, osservazioni circa il ruolo della donna nella società. In compenso aggiunse quattro racconti da un altro manoscritto di Anna, i Racconti dell'alloggio segreto. Questa versione, compilata da Otto Frank, è indicata nell'edizione critica come "versione C".
A questo punto, Otto chiese ad un suo amico, Albert Cauvern, di rivedere il dattiloscritto per correggerne eventuali errori di ortografia o di grammatica. Cauvern andò oltre il compito affidatogli, apportando anche modifiche di punteggiatura, soppressioni e aggiunte. Sul dattiloscritto della versione C, oltre alle correzioni di Albert Cauvern, risultano alcune altre correzioni di mano ignota. Al principio del 1946 il dattiloscritto venne poi ritrascritto dalla moglie di Albert, Isa Cauvern. Il testo dattiloscritto da Isa Cauvern è quello che fu consegnato, sempre nel 1946, alla casa editrice olandese Contact. Questa casa editrice apportò a tale testo ulteriori modifiche, censurando venticinque passaggi (sopprimendo ad esempio la parola mestruazioni) e ampliandone leggermente altri a scopi didascalici. Dopo che Otto Frank ebbe approvato il testo così modificato, esso fu finalmente pubblicato dalla Contact nel giugno 1947.
A questa prima pubblicazione olandese seguirono varie traduzioni: nel 1950 in francese, nel 1952 in inglese, nel 1954 in italiano (l'editore Einaudi propose la stesura della prefazione ad Alberto Moravia il quale accettò ma non la scrisse mai). La traduzione in tedesco, uscita nel 1950, fu approntata da un'amica di famiglia dei Frank, la signora Anneliese Schütz, che era stata insegnante di tedesco di Margot Frank, sorella di Anna. La Schütz non si basò sull'edizione a stampa, bensì sul dattiloscritto riveduto da Albert Cauvern (privo quindi delle modifiche apportate dalla casa editrice Contact); tuttavia su questa traduzione tedesca si riscontrano, secondo Valentina Pisanty, altre consistenti «manomissioni del testo originale», che la traduttrice operò al fine di «rendere ideologicamente accettabile il diario per un pubblico tedesco», eliminando «i contenuti più espressamente antitedeschi» del testo di Anna, e commettendo per di più «una serie di grossolani errori di traduzione e di aggiunte non giustificate».
La prima edizione in lingua inglese comprende sette passaggi contenuti nel dattiloscritto di Isa Cauvern che erano stati espunti dall'editore Contact e pertanto non figurano nella prima edizione olandese del 1947.
Otto Frank dispose nel suo testamento che i manoscritti originali di Anna fossero devoluti all'Istituto per la Documentazione bellica di Amsterdam, che ne fece accertare scientificamente l'autenticità. L'edizione critica curata da Harry Paape, Gerrold Van der Stroom e David Barnouw per lo stesso Istituto, comprendente per la prima volta sia la versione A sia la versione B dei Diari, è stata edita nel 1986.
Sei mesi prima di morire, Otto Frank espunse dal manoscritto dei Diari cinque pagine (datate 8 febbraio 1944) che contenevano alcune dure critiche alla madre di Anna, e le consegnò al suo amico Cornelius Suijk, all'epoca direttore amministrativo della Fondazione Anna Frank di Amsterdam. Tali pagine, pertanto, non comparvero nell'edizione critica del 1986; Sujik le rese pubbliche solamente nel 1998 ed esse figurano nelle successive ristampe dell'edizione critica.
Sulla base del lavoro effettuato per l'edizione critica (la quale, presentando in parallelo le diverse redazioni dei Diari, risulta di difficile lettura per i non specialisti), la Fondazione Anna Frank di Basilea diede incarico alla scrittrice e traduttrice tedesca Mirjam Pressler di predisporre una nuova edizione della versione C, destinata al grande pubblico e integrata con numerosi passi recuperati dalle versioni A e B. Pubblicata in olandese nel 1991, l'edizione curata dalla Pressler venne tradotta in italiano nel 1993; le edizioni successive al 1998 contengono le pagine ritrovate in quell'anno. Il testo curato da Mirjam Pressler viene talora indicato come "versione D".
Il 1º gennaio 2016, alla scadenza dei diritti d'autore, il professore Olivier Ertzscheid e Isabelle Attard pubblicarono online il testo della prima edizione in lingua olandese dei diari, scatenando le proteste della fondazione «Anne Frank Fonds», che minacciò azioni legali.
Nel maggio 2018 la "Anne Frank Huis" rese pubblica la scoperta del contenuto di due pagine del diario - scritte dall'autrice (all'epoca tredicenne) il 28 settembre 1942 - che la stessa Anna aveva nascosto coprendole con del nastro adesivo marrone a causa dei loro riferimenti alla sessualità. Fotografate e decifrate con l'ausilio delle moderne tecnologie digitali, queste pagine (secondo il parere di uno dei ricercatori) «non sono tanto importanti per il loro contenuto – riflessioni sul sesso appaiono anche in altri punti del diario anche se non così esplicite – ma per la loro valenza storica e letteraria».
| Versione | Descrizione | Anno di prima pubblicazione |
| -------- | --- | --------------------------- |
| A        | Tre quaderni manoscritti da Anna Frank, redatti fra il 12 giugno e il 1º agosto 1944.                                                                                         | 1986                        |
| B        | Manoscritto di Anna Frank, iniziato nel maggio 1944. | 1986                        |
| C        | Testo di Anna Frank tratto dalle versioni A e B, compilato dal padre Otto, editato da Albert e Isa Cauvern e dalla casa editrice Contact.                                     | 1947                        |
| D        | Testo di Anna Frank compilato da Mirjam Pressler (basato sulla versione C, corretta e integrata con brani che erano stati omessi nelle precedenti edizioni della versione C). | 1991                        |

## Autenticità delDiario
Fin dai primi anni cinquanta gli autori negazionisti hanno sostenuto che il Diario fosse un falso, ma tale tesi non ha trovato alcuna conferma ed è considerata di nessun valore da parte degli storici.
Una delle affermazioni più diffuse è che il diario sarebbe stato scritto con una penna biro, oggetto che fu prodotto solo a partire dal 1945. In realtà nessuna parte del manoscritto è redatta con penna biro; la diceria nasce da un rapporto di polizia che nel 1980 attestava la presenza, in mezzo al manoscritto originale, di due foglietti sciolti, lasciati una ventina d'anni prima da alcuni periti che avevano esaminato i testi. Ma nessuno di questi foglietti è mai stato pubblicato come parte del testo dei Diari, essendo sempre stato evidente che non facevano parte del manoscritto di Anna.
Un'altra obiezione dei negazionisti riguarda la pagina datata 9 ottobre 1942, in cui vengono menzionate le camere a gas, della cui esistenza non si sarebbe ancora parlato a quell'epoca. In realtà già a partire dal giugno 1942 la BBC (ascoltata in segreto nel rifugio) parlava apertamente di camere a gas nelle proprie trasmissioni radio.
Per smentire le tesi negazioniste, Simon Wiesenthal nel 1963 rintracciò Karl Silberbauer, l'ufficiale delle SS che aveva effettuato l'arresto della famiglia Frank. Silberbauer, che faceva parte della polizia austriaca, confermò la storia di Anna Frank, aggiungendo dettagli sulla cattura della ragazza e dei suoi familiari.
Nel 1976, Otto Frank denunciò Heinz Roth di Francoforte, che aveva pubblicato un pamphlet nel quale asseriva che il diario fosse un falso. Il giudice sentenziò che se Roth avesse ripetuto pubblicamente tale affermazione o altre simili sarebbe stato sottoposto ad una multa di 500.000 marchi tedeschi e a sei mesi di prigione. Roth fece ricorso contro la decisione della corte, ma morì poco dopo, nel 1978. L'anno dopo il suo appello venne respinto.
Dopo la morte di Otto Frank nel 1980, il diario originale, lettere incluse, fu ereditato dall'Istituto dei Paesi Bassi per la documentazione di guerra, che nel 1986 commissionò una perizia forense del diario attraverso il Ministero della Giustizia. La perizia confrontò la calligrafia con altri autografi di Anna e analizzò la carta, la colla e l'inchiostro, attestando che i materiali erano compatibili con quelli disponibili all'epoca e dichiarando il diario autentico. Tale ricerca fu allegata all'edizione critica del diario. Il 23 marzo 1990 la Corte regionale di Amburgo reiterò la sua autenticità.
In vari suoi testi, il principale dei quali risalente al 1978, il negazionista Robert Faurisson affermò che il diario sarebbe un falso; l'opera conterrebbe, a suo dire, diverse contraddizioni: lo stile di prosa e la calligrafia di Anna Frank non sembrerebbero quelle di un'adolescente e nascondersi nell'alloggio segreto sarebbe stato impossibile.
In realtà la perizia calligrafica effettuata sul manoscritto, confrontato con altri documenti autografi di Anna Frank (fra cui lettere e cartoline spedite dall'autrice fra il 1941 e il 1942, prima del suo periodo di clandestinità), conferma che la grafia dei Diari è la stessa degli altri documenti. Quanto agli altri elementi che Faurisson considera improbabili o inverosimili, nessuno di essi è considerato tale da inficiare l'autenticità dei Diari.
La Casa Anna Frank (la fondazione che cura il museo) e la Fondazione Anna Frank di Basilea intentarono una causa civile nel dicembre 1993, per proibire la distribuzione del libello di Faurisson nei Paesi Bassi. Il 9 dicembre 1998, la Corte Distrettuale di Amsterdam sentenziò a favore dei richiedenti, vietando ogni futura negazione dell'autenticità del diario nonché la distribuzione sul territorio nazionale di pubblicazioni che ne affermassero la falsità, imponendo inoltre una sanzione di 25000 fiorini olandesi per ogni eventuale futura violazione di tale sentenza.

## Critica
Riferendosi alle varie manipolazioni subite dal testo dei Diari nelle sue edizioni antecedenti l'edizione critica del 1986, Valentina Pisanty ha scritto che la «storia editoriale dei diari di Anne Frank dimostra complessivamente un atteggiamento di eccessivo lassismo filologico che, alla lunga, si è dimostrato deleterio in quanto ha fornito non pochi appigli a tutti coloro che avevano interesse a delegittimare il testo in questione». 
Secondo lo storico Sergio Luzzatto, come «fonte, i Diari vanno maneggiati da uno storico unicamente nella loro edizione critica»; egli formula alcune riserve anche sull'edizione del 1991 curata da Mirjam Pressler, sostenendo che essa cancella «ogni differenza tra le stratificazioni del testo, compiendo un'opera ancora più pesantemente manipolatoria di quella realizzata a suo tempo da Otto Frank». Luzzatto, comunque, osserva che l'edizione critica «consente di smentire la leggenda negazionista secondo cui il diario sarebbe stato scritto dal padre ben più che dalla figlia». Secondo Luzzatto, Otto, nella sua versione C, scelse anzi di reintegrare alcuni passi della versione A che la stessa Anna, per «autocensura preventiva», aveva tralasciato di riportare nella versione B. 
Scrive Luzzatto: «Oggi, lungi da riconoscere in Otto Frank (come vorrebbero Robert Faurisson e gli spargitori di odio antisemita sul web) il malizioso artefice di una truffa politico-letteraria, i lettori dell'edizione critica dei Diari hanno ragione di riconoscere in lui un interprete meraviglioso dei manoscritti originali. Fu infatti con grandissima sensibilità che il padre intervenne sui testi della figlia: da un lato, raccogliendo, o anche allargando il velo di discrezione che Anne aveva deciso di stendere sopra i conflitti con la madre e la sorella; dall'altro lato, restituendo un'esistenza a ragionamenti, passioni, desideri che Anne aveva deciso di sacrificare per motivi di opportunità, perché sperava così di vedersi più facilmente pubblicata dopo la fine della guerra. - Fu grazie al lavoro di Otto che nei Paesi Bassi nel 1947, e poi là nel mondo dove il Diario uscì in traduzione, milioni di lettori poterono incontrare un'Anne Frank ancora viva e palpitante, ricomposta sulla pagina a partire dai due testi cui si era consegnata. [...] In altri termini, fu grazie al collage non dichiarato della versione A con la versione B che la figura di Anne Frank poté emergere, nella versione C, in tutta la sua umanità di ragazza insieme normale ed eccezionale. Il libro-simbolo della Shoah era nato dalle mani di un padre amoroso, non da quelle di un rigoroso filologo».
Lo storico Alberto Cavaglion, dopo aver osservato che la versione D, curata da Mirjiam Pressler con l'intento di «reintegrare i passi tagliati» nella versione C, è stata «presentata a tutto il mondo come definitiva», commenta: «Un'operazione che molti studiosi, non a torto, giudicano discutibile: in primo luogo perché toglie autorevolezza all'edizione critica, poi perché impedisce al lettore di farsi un'idea del percorso autogenerativo dal brogliaccio al testo».

## Personaggi
Anne Frank
Anne Frank è nata il 12 giugno 1929 a Francoforte, in Germania, e si è trasferita con la sua famiglia nei Paesi Bassi quando aveva quattro anni. Intelligente e comprensiva, Anne sognava di diventare scrittrice. Nel suo diario, descrive il processo di trasformazione da una giovane e innocente ragazza a una pensatrice empatica e matura. Morì nel 1945 nel campo di concentramento di Bergen-Belsen a causa del tifo.
Margot Frank
Margot Frank nacque nel 1926 a Francoforte ed è la sorella maggiore di Anne Frank. Margot, che non appare molto nel diario di Anne, è descritta come bella, intelligente e sensibile. Anne non sviluppa un legame stretto con Margot e spesso la vede come una fonte di gelosia e rabbia. Margot morì di tifo nel campo di concentramento poco prima di Anne.
Otto Frank
Otto Frank è il padre di Anne Frank ed è una persona pratica e gentile. Nato a Francoforte il 12 maggio 1889, Otto proveniva da una famiglia benestante, ma gli affari della sua famiglia sono andati male a causa della crisi economica. Dopo l'ascesa dei nazisti, nel 1933 si trasferì ad Amsterdam per proteggere la sua famiglia. Nel 1942, la famiglia fu costretta a nascondersi. Otto fu l'unico membro della famiglia a sopravvivere alla guerra e morì nel 1980.
Edith Frank
Edith Frank è la madre di Anne Frank ed è originaria di Aquisgrana, in Germania. Sposò Otto Frank nel 1925. Anne non riesce a stabilire un rapporto stretto con sua madre e la trova emotiva ed eccessivamente critica. La loro relazione è tumultuosa. Edith morì nel gennaio del 1945 nel campo di concentramento di Auschwitz a causa della fame e della stanchezza.
Signor van Daan
Il signor van Daan, il cui vero nome è Hermann van Pels, è un uomo che si nascose con la famiglia Frank. Lavorava con Otto Frank come esperto di piante. Nel diario di Anne, è descritto come intelligente, testardo, pragmatico e egoista. È scontroso e litiga spesso con sua moglie. Morì nelle camere a gas di Auschwitz nell'ottobre o novembre del 1944.
Signora van Daan
La signora van Daan, il cui vero nome è Auguste van Pels, è conosciuta nel diario di Anne come Petronella van Daan. All'inizio è descritta come una donna amichevole e sarcastica, ma successivamente Anne la vede come provocatoria, egoista, avara e seducente. La signora van Daan si lamenta spesso della situazione difficile delle famiglie e Anne non è impressionata dal suo atteggiamento. Non sopravvive alla guerra, ma la data esatta della sua morte non è conosciuta.
Peter van Daan
Peter van Daan, il cui vero nome è Peter van Pels, è il figlio adolescente della famiglia van Daan. All'inizio, Anne trova Peter disgustoso e pigro, ma col tempo si sviluppa un'amicizia tra loro. Peter è una persona silenziosa e introversa, e si comporta onestamente e gentilmente nei confronti di Anne, anche se non condivide le sue forti convinzioni. Tra loro si sviluppa una connessione romantica, e Peter diventa il primo bacio di Anne e il suo confidente più vicino. Peter morì nel campo di concentramento di Mauthausen a maggio del 1945, tre giorni prima della liberazione del campo.
Albert Dussel
Albert Dussel, il cui vero nome è Fritz Pfeffer, è un dentista e una conoscenza della famiglia Frank che si nascose con loro nell'edificio adiacente. Anne ebbe difficoltà a causa delle abitudini igieniche di Dussel, delle sue conversazioni presuntuose e della sua tendenza a controllare. La moglie di Dussel, essendo cristiana, non si nascose e Dussel si separò da lei. Albert Dussel morì nel campo di concentramento di Neuengamme a dicembre del 1944.
Signor Kugler
Il signor Kugler, il cui vero nome è Victor Kugler, è una persona che aiutò la famiglia Frank a nascondersi nell'edificio adiacente. Fu arrestato nel 1944 insieme a Johannes Kleiman, ma riuscì a fuggire nel 1945. Immigrò in Canada e si stabilì lì nel 1955. Morì a Toronto nel 1981. Il signor Kugler è anche conosciuto come il signor Kraler.
Signor Kleiman
Il signor Kleiman, il cui vero nome è Johannes Kleiman, è un'altra persona che aiutò la famiglia Frank a nascondersi. Fu arrestato nel 1944, ma fu rilasciato a causa delle sue condizioni di salute precarie. Continuò a vivere ad Amsterdam fino alla sua morte nel 1959 e fu anche conosciuto come il signor Koophuis.
Bep Voskuijl
Bep Voskuijl, il cui vero nome è Elizabeth Voskuijl, è un'impiegata dell'ufficio di Otto Frank. Aiutò la famiglia Frank comunicando con il mondo esterno. Continuò a vivere ad Amsterdam fino alla sua morte e morì nel 1983.
Miep Gies
Miep Gies è una segretaria che lavorava nell'ufficio di Otto Frank. Aiutò la famiglia Frank durante il loro nascondiglio e, dopo l'arresto della famiglia, conservò il diario di Anne Frank. Miep Gies conservò il diario in un cassetto fino al ritorno di Otto Frank, senza leggerlo. Morì nel 2010 all'età di 100 anni.

## Adattamenti
Il diario di Anna Frank ha avuto nel tempo diverse riduzioni e/o adattamenti per il teatro, il cinema (anche d'animazione) e la televisione. 
Si riportano di seguito i titoli principali:
- 1955 - Il diario di Anna Frank (The Diary of Anne Frank), riduzione teatrale, adattato da Frances Goodrich e Albert Hackett
- 1957 - Il diario di Anna Frank (Das Tagebuch der Anne Frank), film TV (Austria), diretto da Karl Guttmann
- 1958 - Il diario di Anna Frank (Das Tagebuch der Anne Frank), film TV (Germania Est)
- 1959 - Il diario di Anna Frank - film adattato da Frances Goodrich e Albert Hackett e diretto dal regista George Stevens
- 1959 - Il diario di Anna Frank'' (Dnevnik Ane Frank), film TV (Yugoslavia), diretto da Mirjana Samardzic
- 1962 - Il diario di Anna Frank (Dagboek van Anne Frank), film TV (Paesi Bassi)
- 1963 - Cantata scenica Anna Frank per soprano, coro e orchestra di Leopoldo Gamberini
- 1967 - Il diario di Anna Frank, film TV (USA), diretto da Alex Segal
- 1979 - Anne no nikki: Anne Frank monogatari ("Il diario di Anna: la storia di Anna Frank"), film d'animazione (Giappone)
- 1980 - Il diario di Anna Frank (The Diary of Anne Frank) - 1980, film tv (USA), diretto da Boris Sagal
- 1982 - Il diario di Anna Frank (Das Tagebuch der Anne Frank), film TV (Germania Est), diretto da Mirjana Erceg
- 1985 - Il diario di Anna Frank (Het dagboek van Anne Frank), film TV (Paesi Bassi), diretto da Jeroen Krabbé & Hank Onrust
- 1987 - Il diario di Anna Frank, miniserie TV in 4 episodi (UK), diretta da Gareth Davies
- 1988 - Laatste zeven maanden van Anne Frank, documentario (Paesi Bassi), diretto da Willy Lindwer. Titolo inglese: The Last Seven Months of Anne Frank
- 1988 - The Attic: The Hiding of Anne Frank, film TV (USA), diretto da John Erman, trasposizione televisiva del libro di Miep Gies Si chiama Anna Frank
- 1995 - Anne no nikki ("Il diario di Anna"), film d'animazione (Giappone), diretto da Akinori Nagaoka
- 1995 - Anne Frank Remembered, documentario diretto da John Blair, conosciuto per essere il primo film nel quale fu mostrato per la prima volta il filmato d'epoca nel quale la Anna Frank compare affacciata nel balcone di casa sua nel quartiere Newmederplein di Amsterdam
- 1996 - Il diario di Anna Frank (El Diari d'Anna Frank, film TV (Spagna), diretto da Tamzin Townsend)
- 1998 - The Diary of Anne Frank Part II, cortometraggio, diretto da Harmony Korine
- 2001 - La storia di Anna Frank (Anne Frank: The Whole Story), miniserie TV in 2 episodi (USA), diretta da Robert Dornhelm
- 2001 - Het Korte leven van Anne Frank, documentario TV (Paesi Bassi), diretto da Gerrit Netten. Titolo inglese: The Short Life of Anne Frank
- 2008 - El diario de Ana Frank - Un canto a la vida, musical teatrale (Spagna), diretto da Daniel Garcìa Chavéz
- 2009 - Il diario di Anna Frank - miniserie televisiva in 5 episodi BBC adattata da Deborah Moggach e diretta da Jon Jones
- 2010 - Mi ricordo Anna Frank, film per la televisione italiano, diretto da Alberto Negrin, tratto dal libro di Alison Leslie Gold Anne Frank Remembered, la cui versione italiana è Mi ricordo Anna Frank - Riflessioni di un'amica di infanzia, edito in Italia da Bompiani.
- 2016 - Das Tagebuch der Anne Frank, film (Germania), diretto da Hans Steinbichler
- 2019 - #AnnaFrank. Vite parallele, film (Italia), diretto da Sabina Fedeli & Anna Migotto, voce narrante Helen Mirren
- 2021 - Anna Frank e il diario segreto (Where Is Anne Frank), film d'animazione (Israele/Francia/Belgio/Lussemburgo/Paesi Bassi), diretto da Ari Folman

### Edizioni in lingua italiana
- Anna Frank, Il diario di Anna Frank, prefazione di Natalia Ginzburg. Traduzione di Arrigo Vita, Torino, Einaudi, 1954. Prima edizione italiana; traduce il testo della prima edizione olandese del 1947 (versione C).
- Anne Frank, I Diari di Anne Frank, a cura di Istituto per la documentazione bellica dei Paesi Bassi, edizione italiana a cura di Frediano Sessi, Torino, Einaudi, 2002, ISBN 978-88-06-14730-3. Traduce l'edizione critica commentata, che comprende il testo integrale dei Diari in entrambe le versioni autografe, A e B (nella traduzione di Laura Pignatti), nonché la versione C (nella sopra citata traduzione di Arrigo Vita).
- Anne Frank, Diario. L'Alloggio segreto, 12 giugno 1942 - 1º agosto 1944, a cura di Otto Frank e Mirjam Pressler, prefazione di Eraldo Affinati. Con uno scritto di Natalia Ginzburg. Traduzione di Laura Pignatti. Edizione italiana e appendice a cura di Frediano Sessi, Torino, Einaudi, 2014, ISBN 978-88-06-21928-4. Traduce il testo approntato da Mirjam Pressler (versione D).
- Anne Frank, Tutti gli scritti, a cura di Frediano Sessi, Torino, Einaudi, 2015, ISBN 978-88-06-22432-5. Il Diario è riprodotto nella versione D, in appendice sono pubblicate anche le versioni A e B; include altri testi.
- Anne Frank, Diario, traduzione di Martina Rinaldi e David Sacerdoti, Introduzione di Paolo Di Paolo, Roma, Newton Compton, 2016, ISBN 978-88-541-8630-9. - Collana Classic, House Book, 2024, ISBN 978-88-932-2945-6. Traduce la versione A.
- Collana Varia, Diario, traduzione di Massimo Corradi, Santarcangelo di Romagna, Rusconi, 2016, ISBN 978-88-180-3059-4. - Liberamente, 2017; Collana Futuro anteriore, Roma, Theoria, 2018-2024, ISBN 978-88-549-8242-0; Con saggi di Vittoria Arrigoni e Gianluca Barbera, 2M, 2020, ISBN 978-88-932-2349-2.
- Anne Frank, Diario, a cura di Matteo Corradini, traduzione di Dafna Fiano, Prefazione di Sami Modiano, Milano, BUR, 2017, ISBN 978-88-17-08569-4. - Santarcangelo, Foschi, 2016; Traduce la versione A, con interpolazioni della versione B, ma secondo una selezione differente da quella di Mirjam Pressler.
- Anne Frank, Diario. Le stesure originali, traduzione di Antonio De Sortis, Introduzione di Alberto Cavaglion, saggi di Philippe Lejeune e Cynthia Ozick, Collana Oscar Moderni, Milano, Mondadori, 2019, ISBN 978-88-047-0742-4. - Collana Oscar Moderni. Cult, Mondadori, 2021, ISBN 978-88-047-3495-6. Traduce, in sequenza e integralmente, la versione A e la versione B.
- Anne Frank, Diario, traduzione di Antonio De Sortis, Introduzione di Guia Risari, commento illustrato di Giulia Tomai, Postfazione di Marco Missiroli, Collana Contemporanea, Milano, Mondadori, 2019, ISBN 978-88-047-1865-9. - Collana Oscar Junior, Mondadori, 2021, ISBN 978-88-047-3483-3. Basato sulla versione A, stralci della B.
- Diario, collana Grandi Classici, a cura di Alberto Büchi, Crescere Edizioni, 2022, ISBN 979-12-545-4206-4.
- Diario, traduzione di Dafne Paris, a cura di Franco Paris, Introduzione di Anna Sarfatti, Collana Le Strenne, Firenze, Giunti, gennaio 2023, ISBN 978-88-099-5139-6. - Con uno scritto di Wlodek Goldkorn, Collana Le chiocciole, Giunti, 2023. Traduce la versione A, con i brani della versione B.

### Critica
- Miep Gies, Si chiamava Anna Frank, Mondadori, Milano 1988
- Melissa Müller, Anne Frank. Una biografia, Einaudi, Torino 2000
- Simon Wiesenthal, Gli assassini sono tra noi, Garzanti
- Simon Wiesenthal, Giustizia non vendetta, Mondadori
- Sergio Luzzatto, "Cara Kitty". Una fonte diaristica, in Sergio Luzzatto (a cura di), Prima lezione di metodo storico, Roma-Bari, Laterza, 2010, ISBN 978-88-581-2260-0.
- Valentina Pisanty, L'irritante questione delle camere a gas. Logica del negazionismo, Milano, Bompiani, 2014, ISBN 978-88-452-7579-1.